# بارك لوري
بارك لوري (بالإنجليزية: James Park Dawson Laurie)‏ هو مالك صحيفة ‏ وسياسي بريطاني وأسترالي (وحمل سابقاً جنسية المملكة المتحدة لبريطانيا العظمى وأيرلندا)، ولد في 1846 في أستراليا، وتوفي في 2 ديسمبر 1928 في نفس البلد. انتخب عضو مجلس النواب جنوب أستراليا من الجمعية عن دائرة Electoral district of Victoria ‏ وقد انضم خلال فترته النيابية (29 مايو 1873 – 21 فبراير 1875)  للكتلة البرلمانية مستقل وانتخب عضو مجلس النواب جنوب أستراليا من الجمعية عن دائرة Electoral district of Victoria ‏ وقد انضم خلال فترته النيابية (14 أبريل 1870 – 6 ديسمبر 1871)  للكتلة البرلمانية مستقل.